# 唐世翼
唐世翼，贵州省松桃廳人，晚清政治人物，同進士出身。
咸豐三年（1853年）癸丑科進士，三甲一百十名，官戶部主事，改浙江縉雲知縣，薦升知府。